# Sietas Typ 58
Der Typ 58 ist ein Container-Feederschiffstyp der Sietas-Werft in Hamburg-Neuenfelde.

## Geschichte

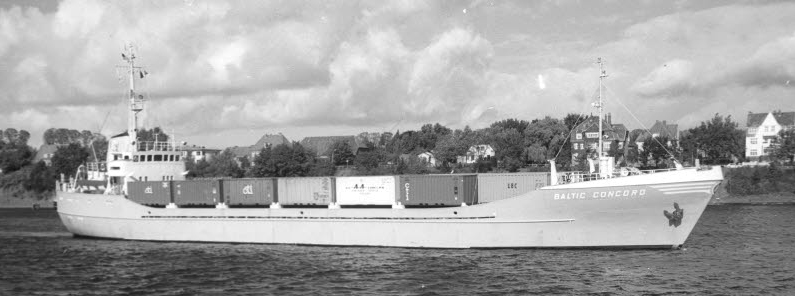
Die Baltic Concord 1969 im Nord-Ostsee-Kanal

Die Baureihe wurde von verschiedenen Reedereien geordert und von 1968 bis 1971 in 23 Einheiten gebaut. Anfangs wurden die Schiffe vorwiegend auf europäischen Containerzubringerdiensten eingesetzt, wo sie bald zu einem Standardschiffstyp wurden, später in der Holz- und Massengutfahrt. Die verbliebenen Schiffe findet man weltweit in der Küstenfahrt.

## Technik

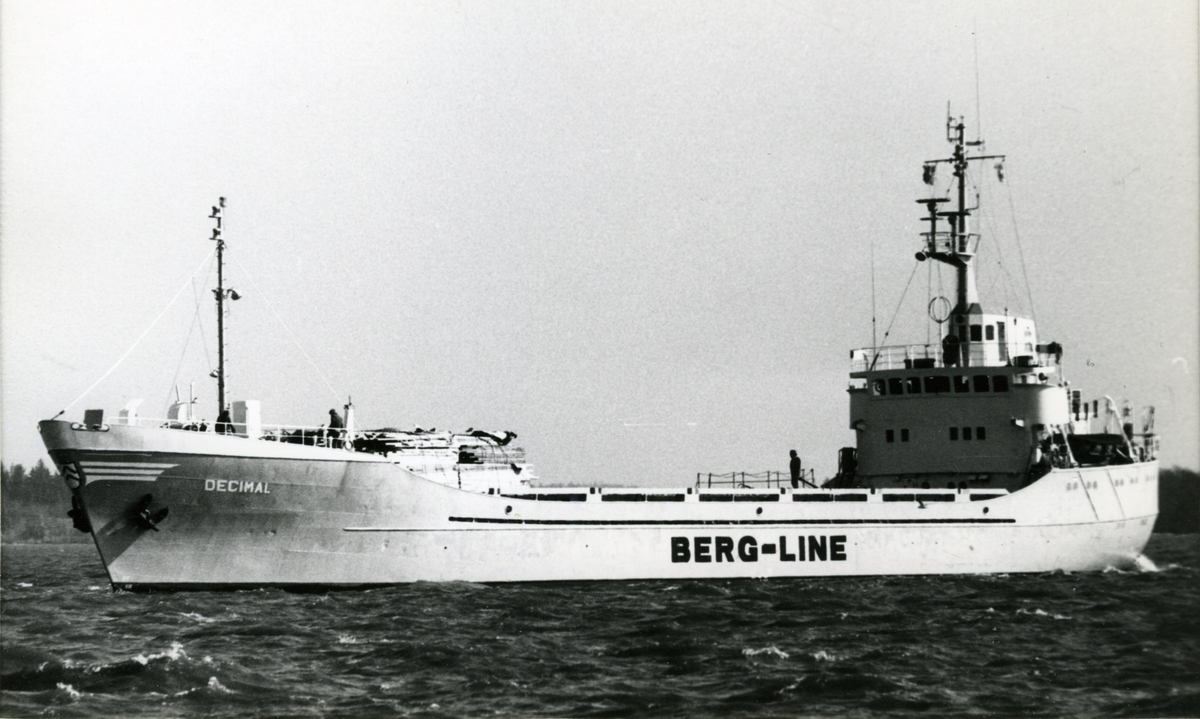
Die Decimal bekam nachträglich ein höhergelegtes zweites Steuerhaus

Der einzelne Laderaum mit einem Getreide-Rauminhalt von 2.433 m³ hat eine Lukengröße von 40,2 m mal 7,6 m und ist für den Transport von Containern und den Transport von Gefahrgutcontainern ausgerüstet. Auf die serienmäßige Ausrüstung mit Cellguides wurde verzichtet. Durch die Form des Laderaums ist der Schiffstyp auch in der Zellulose- oder Paketholzfahrt einsetzbar. Darüber hinaus ist die Tankdecke für die Stauung von Schwergut verstärkt. Es wurden schwergutverstärkte Lukendeckel des Systems McGregor verwendet. Anfangs wurden die Schiffe mit einem Rauminhalt von 499 BRT vermessen, später erhielten die Schiffe eine Vermessung als Wechselschiff mit 499 BRT als Freidecker und 999 BRT als Volldecker, die Bauten ab 1970 waren überwiegend als Volldecker mit 999 BRT vermessen. Die Vermessung als Volldecker erlaubte eine um 700 Tonnen höhere Zuladung. Einige Schiffen erhielten nachträglich ein höhergelegtes zweites Steuerhaus im vorderen Bereich des Schornsteins, das einen verbesserten Sichtstrahl und damit die Beladung mit einer zweiten Lage Container an Deck erlaubte.
Angetrieben werden die Schiffe der Baureihe von Viertakt-Dieselmotoren der Hersteller Klöckner-Humboldt-Deutz und MaK, die bei der Mehrzahl der Schiffe auf einen Festpropeller wirkt, der bei einigen Schiffen mit einer Kortdüse kombiniert wurde. Beim Bau verfügten die Schiffe  über kein Bugstrahlruder zur Unterstützung der An- und Ablegemanöver.

## Die Schiffe
| Sietas Typ 58    | Sietas Typ 58           | Sietas Typ 58 | Sietas Typ 58 | Sietas Typ 58          | Sietas Typ 58                              | Sietas Typ 58 |
| Bau- name        | Vari- ante              | Bau- nummer   | IMO- Nummer   | Stapellauf Ablieferung | Auftrag- geber                             | Umbenennungen und Verbleib |
| ---------------- | ----------------------- | ------------- | ------------- | ---------------------- | ------------------------------------------ | --- |
| Andreas Nagel    | 499/999 BRT             | 561           | 7034751       | 26.09.1970 24.10.1970  | Harry Nagel, Drochtersen                   | abgeliefert als Decimal → 1980 Pascale Kersten → 7/1981 Esdörp → 1981 Naros, am 29. November 1981 auf der Fahrt von Kalmar nach Shoreham gekentert und auf Position 52.17N, 04.04E vor Den Haag in der Nordsee gesunken, am 16. Januar 1982 gehoben und danach in Zwijndrecht abgebrochen                                                       |
| Tina             | 499/999 BRT             | 607           | 6918821       | 28.04.1969 03.06.1969  | Peter Döhle, Hamburg                       | 1976 Simone → 1989 Anta → 1994 Irlo → 2003 Landia, ab 2012 Auflieger in Halmstad, am 20. September 2017 zur Verschrottung in Grenaa eingetroffen |
| Elke Kahrs       | 499/999 BRT             | 608           | 6909715       | 08.02.1969 12.03.1969  | Johann Kahrs, Stade                        | abgeliefert als Baltic Concord → 1974 Elke Kahrs → 1984 Cosmea → 1990 Stefanie → 1994 Beate → 2005 Pinar Atun → 2009 Celtikcioglu 14, ab dem 20. Mai 2014 in Aliağa verschrottet |
| Albert Friesecke | 499/999 BRT             | 611           | 6819738       | 27.06.1968 13.07.1968  | Adalbert Friesecke, Hamburg                | 1978 Albert F → 1983 Albert K, am 17. November 1987 zum Abbruch in Mamonal (Kolumbien) eingetroffen und dort ab dem 21. April 1988 verschrottet |
| Obotrita         | 499/999 BRT             | 614           | 6823155       | 19.07.1968 27.08.1968  | Peter Döhle, Hamburg                       | abgeliefert als Impala → 1975 Corvus, am 30. Oktober 1976 nach Kollision vor Bremerhaven gesunken, am 12. November 1976 gehoben und danach bei Sietas repariert → 1985 Latona → 1992 Britta → 2004 Al Alaa II → 2005 Alalaa II → 2006 Ghareeb S → 2010 Umbau zum Viehtransporter Albaraka 6, am 21. Mai 2022 zum Abbruch in Alang eingetroffen. |
| Actuaria         | 499/999 BRT             | 615           | 6824745       | 23.08.1968 16.09.1968  | Peter Döhle, Hamburg                       | abgeliefert als City of Dublin → 1971 Actuaria → 1976 Bergvik → 1977 Larus → 1984 Klinte → 1992 Rauk → 2001 Swe Trader → 2009 Vidi, am 2. Dezember 2011 zur Verschrottung in Grenaa eingetroffen |
| Destel           | 499/999 BRT             | 617           | 7002461       | 08.11.1969 04.12.1969  | Osterwisch & Sohn, Hamburg                 | 1973 Owen Kersten → 1977 Destel → 1980 Euro Clipper → 1997 Mariam → 2001 Marilena → 2002 Athanasios K → 2008 Alex D → 2011 Alexandros → 2012 Alexandros 1 → 2013 Charlesfort Breeze, ab dem 5. Januar 2015 in Aliağa verschrottet |
| John Wulff       | 499/999 BRT             | 622           | 6918223       | 25.04.1969 21.05.1969  | Hermann Wulff, Steindeich                  | 1976 Arosita → 1991 Jan Rasmus → 2005 Fatima I, am 2. Mai 2010 zur Verschrottung in Aliağa eingetroffen |
| Bismarckstein    | 499/999 BRT             | 624           | 6819740       | 14.07.1968 08.08.1968  | Helfried Fahje, Hamburg                    | 1969 Eland → 1972 Elbestroom → 1975 Bismarckstein → 1978 Stephanie → 1980 Bismarckstein → 1986 Einstein → 2000 Hardat P. → 2015 Lady Sandra → 2021 Hardat P., so 2022 in Fahrt |
| Rosita Maria     | 499/999 BRT             | 629           | 6915611       | 05.03.1969 22.03.1969  | Otto Nagel, Lübeck                         | abgeliefert als Zaanstroom → 1974 Rosita Maria → 1975 Frank Friesecke → 1978 Frank → 1986 Madonna S. → 1992 Marc S. → 1995 Sea Venture → 1996 Polianni I → 1997 Ilha Do Fogo → 2005 Ilia → 2006 Mare Glory I → 2008 Mare Glory, am 15. April 2010 zur Verschrottung in Aliağa eingetroffen                                                      |
| Isar             | 499 BRT rheingängig     | 638           | 6915609       | 05.03.1969 09.04.1969  | Schepers-Rhein-See-Linie, Duisburg-Ruhrort | 1988 Ise, am 11. November 1991 vor San Cibrao (Spanien) auf Grund gelaufen, am 28. November 1991 in El Ferrol verschrottet |
| Ostestern        | 499/999 BRT             | 645           | 7006962       | 09.01.1970 07.02.1970  | Schiffahrtskontor 'Oste', Hemmoor          | abgeliefert als Owen Kersten → 1973 Ostestern → 1977 Frank Nibbe → 1985 Frank → 1992 Anne → 1994 Casandra, am 21. April 2009 aus dem Register gelöscht |
| Aros             | 499/999 BRT             | 652           | 7119721       | 05.03.1969 22.03.1969  | Reinhard Nibbe, Cranz                      | 1992 Arawak Sun → 2000 Odalys Tons → 2002 Odalys I → 2009 Victory → 2012 Don Juan I → 1/2013 Odalys I → 7/2013 Rafael VII → 2015 Great Lakes, so 2022 in Fahrt |
| Freja            | 499/999 BRT             | 656           | 6908694       | 05.02.1969 01.03.1969  | Johs. Bos, Loga                            | 1975 Corinna → 1979 Moyle → 1982 Corinna, am 11. Februar 1985 auf der Fahrt von Portsmouth zur Kanalinsel Guernsey vor der Nordküste von Alderney auf Position 49°43'48N, 02°09'48W auf Grund gelaufen, im August 1985 nach Queenborough verbracht und dort verschrottet                                                                        |
| Donau            | 499/999 BRT rheingängig | 666           | 6927494       | 23.08.1969 25.09.1969  | Schepers-Rhein-See-Linie, Duisburg-Ruhrort | 1988 Don → 1991 Peter → 1992 Swan I, am 8. Februar 1993 auf der Fahrt von Rotterdam nach Pasaia gegen Mitternacht in der Biskaya auf Position 44.36N, 02.48W von der Besatzung aufgegeben und am Folgetag gesunken |
| Arosette         | 499/999 BRT             | 667           | 7125263       | 20.11.1971 16.12.1971  | Johann J. Sietas, Cranz                    | 2002 Khadijeh, am 11. Januar 2003 in der Ägäis auf Position 39.14N, 25.18E von der Besatzung aufgegeben und zwei Tage später gesunken |
| Anglia           | 999 BRT                 | 621           | 7104336       | 16.03.1971 08.04.1971  | Peter Döhle, Hamburg                       | 2003 Landing → 2005 Lady 1 → 2006 Alianthos → 2013 Olga M → 2016 Artemis S → 2022 Mykonos I, so 2022 in Fahrt |
| Alicia           | 999 BRT                 | 634           | 7018575       | 06.05.1970 06.06.1970  | Peter Döhle, Hamburg                       | 1971 Alicia D → 1975 Alicia → 1985 Alidia → 1990 Sea Wave → 2002 Bulk Trader → 2009 Arion → 2010 Stefanos, am 31. August 2010 zur Verschrottung in Aliağa eingetroffen |
| Julia            | 999 BRT                 | 653           | 7026558       | 09.07.1970 04.09.1970  | Peter Döhle, Hamburg                       | 1985 Anna H → 1987 Chezine → 1990 Sykron → 1996 Amavisti → 2004 Al Wasim → 3/2005 Rasha Moon → 7/2005 Lady M → 2010 Lady Malakeh → 2011 Loard Yaakob 1, am 15. August 2012 zur Verschrottung in Aliağa eingetroffen |
| Heike Lehmann    | 999 BRT                 | 677           | 7038202       | 21.11.1970 12.12.1970  | Gebrüder Lehmann, Lübeck                   | 1981 Marianna → 1987 Brouage → 1990 Boreas, im September 2008 in Bilbao verschrottet |
| Osteriff         | 499/999 BRT             | 678           | 7045712       | 15.01.1971 12.02.1971  | Schiffahrtskontor 'Oste', Hemmoor          | 1982 Annette → 1986 Renate → 1987 Renate Omega → 1992 Renate → 1993 Jenlil → 2003 Invincible, am 16. November 2011 aus dem Register gelöscht |
| Rhein            | 499/999 BRT             | 684           | 7108928       | 15.05.1971 19.06.1971  | Schepers-Rhein-See-Linie, Duisburg-Ruhrort | 1988 Neufeld → 1994 Rama → 2001 Xing Pu Yi Hao, Zustand und Verbleib 2022 unklar |
| Osterland        | 999 BRT                 | 689           | 7114965       | 03.07.1971 01.08.1971  | Schiffahrtskontor 'Oste', Hemmoor          | 1973 Relay → 1974 Kini Kersten → 1980 Euro Trader → 1986 Weisa → 1999 Joanna I → 2004 Kyrapopi → 2007 Kirapopi → 2007 Rapo, am 9. Juli 2015 zur Verschrottung in Aliağa eingetroffen |